# Kanal 23
Kanal 23 er en københavnsk frekvens til lokal-tv i hovedstadsregionen. Kanalen gik i æteren første gang den 1. april 1990 med dengang 13 lokale tv-stationer, og sender i dag (2009) omkring 40 tv-stationer. Under et er de kendt under populærnavnet Kanal København
Den første tv-station, der sendte lokale tv-programmer i Danmark (og dermed brød med DRs monopol), var dog Pinsekirken Københavns tv-kanal KKRtv, der begyndte at sende allerede i 1984. Denne er nu en af de mange stationer, der sender på kanal 23.
Kanal 23 vandt for alvor popularitet, da den i 1990 af en skare af kommercielle frontløbere lanceredes som Kanal København,[kilde mangler] med programmer som talk-showet Mette’s Mix et programformat, der kom til at danne skole for talkshows på andre kanaler i Danmark[kilde mangler] og Music Box, som er et dagligt genreopdelt musikprogram, der berører alle musiktyper.
Kanal 23 sender via YouSee's analoge kabelnet, Telia Stofas digitale bredbånds-tv og Gladsaxe-senderens kanal 23 i primetime, kl. 19.30 – 05.00 under navnet Kanal København. I det øvrige tidsrum sendes programmer fra ca. 35 ikke kommercielle lokal-tv-stationer, de såkaldte græsrodsstationer. Brug af logo er dog uafhængigt af tidspunktet på døgnet. Nogle af tv-stationerne sender således under Kanal København-logoet, mens andre benytter eget logo og nogle slet intet.
Kanal 23 har den været sendt digitalt fra nov. 2007 (DVB-T) på UHF 35. Kanal 23 har must carry-status, kan ses af ca. 1,7 mio. i hovedstadsområdet og 600.000 i Malmø-området. Kanal 23 er dermed Danmarks mest udbredte lokal-tv-kanal.
Kanal 23 ses af omkring 920.000 personer månedligt. Den mere markante årsag til stationens popularitet kan tilskrives de erotiske filmklip, der sendes om natten. Ifølge Gallups TV-meter er Kanal 23 blandt Danmarks 20 mest sete tv-kanaler – om natten er kanalen endog den 3. mest sete kanal. Seertallet på den kommercielle sendeflade er stort set ligeligt fordelt mellem kl. 24.00-05.00 og 19.00-24.00, hvor aftenfladen er præget af forbrugerprogrammer, udsendelser om Københavns historie, talkshows, dansktop- og dokumentarprogrammer.

## Stationer på Kanal 23, juni 2009
- Airport TV
- Bispebjerg Lokal TV
- Canal International
- Christiania TV
- DK4 City
- Focus TV
- Foreningen Canal Africa
- Foreningen tv-tv
- Television Copenhagen
- Frederiksberg Senior TV
- Kanal 1
- Kanal 4 – Frederiksberg Lokal TV
- Kanal 7
- KKR/TV
- Corseg
- Københavns Miljø TV
- Københavns Ungdoms TV
- MOVE TV
- Nørrebro TV
- Qaran TV
- RFE-TV
- Station Livsk
- Station Øresund
- TV Frederiksberg
- TV Kurt
- TV Strandparken
- TV Østerbro
- Kaos TV
- TV-Bella
- TV-Europa
- TV-Gaderummet
- TV-Glad
- TV-København
- TV-Link
- etnic.dk
- TV Salam
- U-landsTV
- Ung TV
- Vesterbro Lokal TV